# Slovenska popevka 2006
Slovenska popevka 2006 je potekala 3. septembra v Križankah. Voditelja prireditve sta bila Miša Molk in Peter Poles.
Na razpis je prispelo 66 prijav, izmed katerih jih je bilo za festival izbranih 14. Gledanost: 257.000 (13,4 %) gledalcev oz. 36-odstotni delež.

## Nastopajoči
| #   | Izvajalec                       | Naslov pesmi            | Avtor glasbe                    | Avtor besedila      | Avtor aranžmaja    |
| --- | ------------------------------- | ----------------------- | ------------------------------- | ------------------- | ------------------ |
| 1.  | Tulio Furlanič                  | Okoli mene vse si ti    | Marino Legovič                  | Damjana Kenda Hussu | Lojze Krajnčan     |
| 2.  | Neža Drobnič                    | Čudež življenja         | Rok Golob                       | Katarina Habe       | Rok Golob          |
| 3.  | Manca Izmajlova                 | Ljubezen                | Slavko Avsenik ml.              | Tomaž Letnar        | Slavko Avsenik ml. |
| 4.  | Anika Horvat                    | Belo nebo               | Patrik Greblo                   | Damjana Kenda Hussu | Patrik Greblo      |
| 5.  | Maja Slatinšek                  | Dobrodošel spet ob meni | Matjaž Vlašič                   | Urša Vlašič         | Patrik Greblo      |
| 6.  | Marko Pezdirc & Zlati muzikanti | Po mivki si dišala      | Marko Pezdirc                   | Toni Gašperič       | Tomaž Grintal      |
| 7.  | Sergeja                         | Se zgodi                | Franci Zabukovec                | Simon Meglič        | Jaka Pucihar       |
| 8.  | Heavenix                        | Luna na licu            | Rok Golob                       | Teo Kahrimanović    | Rok Golob          |
| 9.  | Kristina Oberžan                | Vsak dan je drugačen    | Klemen Kotar                    | Marko Boh           | Aleš Avbelj        |
| 10. | Sebastian                       | Kriv sem                | Sebastian, Boštjan Grabnar      | Sebastian           | Primož Grašič      |
| 11. | Ana Dežman                      | Večer za dva            | Marjan Hvala                    | Vlado Poredoš       | Primož Grašič      |
| 12. | Regina                          | Demoni                  | Damjan Pančur, Aleksander Kogoj | Feri Lainšček       | Aleš Avbelj        |
| 13. | Tadeja Fatur                    | Pantha rei              | Dean Semolič                    | Leon Oblak          | Grega Forjanič     |
| 14. | Slavko Ivančić                  | Če imaš me v krvi       | Sašo Fajon                      | Urša Mravlje Fajon  | Patrik Greblo      |

## Nagrade
Nagrade strokovne žirije
- Za najboljšo skladbo v celoti je bila izbrana skladba Belo nebo, ki jo je zapela Anika Horvat. Avtorja skladbe sta Patrik Greblo in Damjana Kenda Hussu.
- Nagrado za najboljši aranžma je prejel Patrik Greblo za skladbo Belo nebo.
- Nagrado za najboljše besedilo je žirija podelila Leonu Oblaku za skladbo Pantha rei.
- Nagrado za najboljšo izvedbo je prejela Kristina Oberžan.
- Nagrado za najboljšo debitantko je prejela Neža Drobnič.

Strokovno žirijo so sestavljali Dečo Žgur, Dušan Bavdek, Aleš Čar, Matej Wolf in Jure Robežnik.
Nagrade občinstva
Na Slovenski popevki 2006 zmagovalca občinstva niso izbirali.